# Welterbe in Schweden
Zum Welterbe in Schweden gehören (Stand 2017) fünfzehn UNESCO-Welterbestätten, darunter dreizehn Stätten des Weltkulturerbes, eine Stätte des Weltnaturerbes und eine gemischte Kultur- und Naturerbestätte. Zwei dieser Stätten sind grenzüberschreitend oder transnational. Die erste Welterbestätte wurde 1991 in die Welterbeliste aufgenommen, die bislang letzte Welterbestätte wurde 2012 eingetragen.

## Schweden und die Welterbekonvention
Schweden hat die Welterbekonvention 1984 unterschrieben und am 22. Januar des folgenden Jahres ratifiziert. 1985 begannen die Reichsantiquarämter der nordischen Länder eine Liste geeigneter Objekte auf ihren Territorien zusammenzustellen.
In Schweden hat das Riksantikvarieämbetet (Reichsantiquaramt) die Hauptverantwortung für die Umsetzung der Grundsätze der Welterbekonvention. Es ist auch für die Betreuung der Kulturerbestätten verantwortlich. Die nationale Naturschutzbehörde (Naturvårdsverket) bürgt für den Erhalt der Naturerbestätten. Diese Behörden organisieren und finanzieren weiterhin die Rapporte, die alle sechs Jahre an die UNESCO gesendet werden.
Im Auftrag der Regierung betreuen die genannten Behörden den Nominierungsprozess für neue Welterbestätten. Dazu wird eine Arbeitsgruppe aus Spezialisten im jeweiligen Fachgebiet gebildet. Außerdem sind die Provinzverwaltungen der betroffenen Provinzen für die Nominierung verantwortlich. Nach Fertigstellung der Unterlagen werden diese an die Regierung weitergeleitet, die dann den endgültigen Nominierungsbeschluss fasst. Danach gehen die Akten an die UNESCO.
1991 erfolgte die Ernennung des ersten schwedischen Objektes zum Welterbe – das Schloss Drottningholm auf der Insel Lovön bei Stockholm. Seitdem ist die Zahl der schwedischen Welterbestätten auf 15 angewachsen.

## Welterbestätten
Die folgende Tabelle listet die UNESCO-Welterbestätten in Schweden in chronologischer Reihenfolge nach dem Jahr ihrer Aufnahme in die Welterbeliste (K – Kulturerbe, N – Naturerbe, K/N – gemischt, (G) – auf der Liste des gefährdeten Welterbes).

## Tentativliste
In der Tentativliste sind die Stätten eingetragen, die für eine Nominierung zur Aufnahme in die Welterbeliste vorgesehen sind.

### Aktuelle Welterbekandidaten
Mit Stand 2017 ist eine Stätte in der Tentativliste von Schweden eingetragen, die Eintragung erfolgte 2009.
Die folgende Tabelle listet die Stätten in chronologischer Reihenfolge nach dem Jahr ihrer Aufnahme in die Tentativliste.
| Bild                                       | Bezeichnung                                | Jahr | Typ | Ref. | Beschreibung |
| ------------------------------------------ | ------------------------------------------ | ---- | --- | ---- | --- |
| Der Aufschwung der systematischen Biologie | Der Aufschwung der systematischen Biologie | 2009 | K   | 5491 | Der Vorschlag ist Teil einer geplanten transnationalen Nominierung zur Geschichte der Biologie. Bislang sind sechs Stätten aus Schweden vorgeschlagen, andere Länder sollen folgen. Hierbei stehen die Wirkungsstätten von Carl von Linné im Vordergrund. |

### Ehemalige Welterbekandidaten
Diese Stätten standen früher auf der Tentativliste, wurden jedoch wieder zurückgezogen oder von der UNESCO abgelehnt. Stätten, die in anderen Einträgen auf der Tentativliste enthalten oder Bestandteile von Welterbestätten sind, werden hier nicht berücksichtigt.
| Bild                                    | Bezeichnung                             | Jahr      | Typ | Ref. | Beschreibung |
| --------------------------------------- | --------------------------------------- | --------- | --- | ---- | --- |
| Kulturlandschaft von Markim und Orkesta | Kulturlandschaft von Markim und Orkesta | 1995–2011 | K   | 659  | Die Kulturlandschaft der Kirchengemeinden Markim und Orkesta in der Nähe von Stockholm ist seit der Bronzezeit kontinuierlich besiedelt. |